# Castell de la Peña
El castell de la Peña són les ruïnes d'un castell medieval a Navarra a la part alta de la Sierra de Peña de 1.062 m d'altura. Es troba a la base d'un triangle imaginari format per Sos del Rey Católico, Cáseda i Sangüesa, en el límit amb la província de Saragossa. És un escarpat turó de roques de pendent fort que albergava un imponent castell. Tota la superfície de la vila estava emmurallada i el castell comptava amb dues torrasses defensives. Aquest despoblat de Peña està abandonat des dels anys cinquanta i només resten les ruïnes d'alguna casa i l'església que ha estat restaurada, a més de restes d'una de les torrasses del castell.